# NGC 3782
NGC 3782 (другие обозначения — UGC 6618, MCG 8-21-87, ZWG 242.71, IRAS11366+4647, PGC 36136) — спиральная галактика в созвездии Большой Медведицы. Открыта Уильямом Гершелем в 1788 году.

Галактика имеет сильный бар, но у нее слабо выражена спиральная структура — области звездообразования распределены по диску. Области, где наблюдается радиоизлучение, также разбросаны по диску. Наклон диска галактики к картинной плоскости составляет 60 градусов.
Этот объект входит в число перечисленных в оригинальной редакции «Нового общего каталога».
Галактика NGC 3782 входит в состав группы галактик M109. Помимо NGC 3782 в группу также входят ещё 42 галактики.